# است فارنام، کبک
است فارنام (به فرانسوی: East Farnham) شهری در منطقه شهری بروم-میسیسکوا ناحیه مونترژی در استان کبک کانادا است. در سرشماری سال ۲۰۱۱ این شهر ۵۲۳ نفر جمعیت داشته و مساحت آن ۵٫۲۹ کیلومتر مربع است.